# 御堂志生
御堂 志生（みどう しき、1月31日 - ）は、日本の女性小説家。血液型はO型。主な執筆ジャンルはティーンズラブ小説。「純愛☆フライング」で第3回らぶドロップス恋愛小説コンテスト最優秀賞を受賞。「白き仮面の悪魔」で第4回アルファポリスミステリー小説大賞読者賞を受賞。

## 人物
中学生の頃に少女向けのライトノベルを読み始めたのに影響を受け、小説を書き始めてみたがそのときは原稿用紙5枚も書けなかった。その後も、物語の設定やプロットばかりを考え続けたが、文章にはならず、初めて小説という形にできたのは、高校生の時はピンと来なかったハーレクイン小説に結婚出産を経て再度読み始めたことがきっかけとなってのことだった。
ハーレクイン小説の、普通の恋愛小説に比べて安心して読めるところに惹かれ、ハリウッド映画のようなアイロニーの利いたセリフのやり取りに楽しさを覚えており、自分の作品でも意識している点となっている。また、小説を書いていてよかったと思ったことは、いろんな国のいろんな時代で、たくさんの人生を経験した気分になれることだとも語っている。

## 作品リスト
| タイトル                                                         | 刊行年月      | イラスト       | レーベル                                         | 備考 |
| ---------------------------------------------------------------- | ------------- | -------------- | ------------------------------------------------ | --- |
| 恋する山ガール                                                   | 2011年8月     | 村上ゆいち     | パブリッシングリンク 〈らぶドロップス〉          | 電子書籍。 |
| 純愛☆フライング                                                  | 2011年5月     | 村上ゆいち     | パブリッシングリンク 〈らぶドロップス〉          | 電子書籍。 |
| 優しいオトコじゃいられない 〜What is our relationship?〜         | 2011年10月    | 鈴乃れいき     | パブリッシングリンク 〈らぶドロップス〉          | 電子書籍。 |
| EYES 欲望の視線                                                  | 2012年2月     | ヘビチヨ       | パブリッシングリンク 〈らぶドロップス〉          | 電子書籍。新潮社から後に紙書籍化。 対となる「EYES 愛囚の視線」も後に刊行。                                                                                                   |
| 恋の授業をはじめます。                                           | 2012年5月     | ひたき         | パブリッシングリンク 〈らぶドロップス〉          | 電子書籍。 |
| 愛を教えて（上下）                                               | 2012年5月/6月 | わいあっと     | スターツ出版 〈Berry's Books〉                   | パブリッシングリンクより電子書籍化でサイドストーリーを追加した「愛を教えて+α」（上下）、「愛を教えて+α 第二部」（上下）がある。                                              |
| いけない神主さま【+続編】                                        | 2012年6月     | ひたき         | パブリッシングリンク 〈らぶドロップス〉          | 「白の秘密」（2011年12月1日発行）に収録された作品を分冊、加筆修正して続編を加えたもの。 徳間書店から後に紙書籍化。 さらに電子書籍で続編「とっても☆いけない神主さま」がある。 |
| 愛を教えて+α（上下） 愛を教えて+α 第二部（上下）                 | 2012年7月     | ヘビチヨ       | パブリッシングリンク 〈らぶドロップス〉          | スターツ出版の紙書籍「愛を教えて（上下）」にサイドストーリーを追加して分冊にした電子書籍。                                                                                   |
| 償いは罪の味                                                     | 2012年8月     | ひたき         | パブリッシングリンク 〈らぶドロップス〉          | 電子書籍。続編に「愛の誓いは甘く激しく」がある。 |
| レンタルフィアンセ ―お支払いはベッドの上で                       | 2012年10月    | ひたき         | パブリッシングリンク 〈らぶドロップス〉          | 電子書籍。 |
| Xmas Romance 恋は裸ではじめよう                                  | 2012年12月    | ひたき         | パブリッシングリンク 〈らぶドロップス〉          | 電子書籍。 |
| Secret Romance この愛は罪になる                                  | 2012年12月    | ひたき         | パブリッシングリンク 〈らぶドロップス〉          | 電子書籍。 |
| 国王陛下のお気に召すまま                                         | 2013年1月     | 高野弓         | インフォレスト 〈ジュリエット文庫〉              | |
| Tokyo王子1 年下王子に甘い服従                                    | 2013年5月     | ひし           | パブリッシングリンク 〈ルキア〉                  | 電子書籍。竹書房から後に紙書籍化。 |
| 花嫁は蜜に溺れて〜伯爵の罠〜                                     | 2013年6月     | 218            | KADOKAWA 〈TLスイートノベル〉                    | 電子書籍。 |
| 花嫁の値段〜月下の秘夜に濡れる恋〜                               | 2013年7月     | 高野弓         | インフォレスト 〈ジュリエット文庫〉              | |
| 愛の誓いは甘く激しく                                             | 2013年7月     | ひたき         | パブリッシングリンク 〈らぶドロップス〉          | 電子書籍。「償いは罪の味」の続編。 |
| 身代わり王女に花嫁教育、始めます!                                | 2013年8月     | 武田ほたる     | スターツ出版                                     | |
| 砂漠の王子と海賊姫                                               | 2013年9月     | 葉月夏加       | プランタン出版 〈ティアラ文庫〉                  | |
| EYES 愛囚の視線                                                  | 2012年2月     | ヘビチヨ       | パブリッシングリンク 〈らぶドロップス〉          | 電子書籍。「EYES 欲望の視線」が先行して刊行。 |
| 公爵さまと蜜愛レッスン 〜夢見るレディの花嫁修業〜                | 2013年11月    | 辰巳仁         | ジュリアンパブリッシング 〈ロイヤルキス文庫〉    | |
| 恋は待てない―いけないドクター                                    | 2014年1月     | ひたき         | パブリッシングリンク 〈らぶドロップス〉          | 電子書籍。続編に「恋は待てない2 悩めるドクター」と「恋は待てない3 アブないドクター」がある。                                                                                 |
| EYES 欲望の視線                                                  | 2014年4月     | ひたき         | 新潮社 〈プリシラブックス〉                      | パブリッシングリンクの同名電子書籍の紙書籍化 |
| 白き仮面の悪魔                                                   | 2014年5月     | 駒城ミチヲ     | パブリッシングリンク 〈ルキア〉                  | 電子書籍。 |
| シークの花嫁さがし                                               | 2014年6月     | わいあっと     | プランタン出版 〈オパール文庫〉                  | |
| 絶倫王子と婚約者 ロイヤル・ベイビー大作戦                        | 2014年8月     | 諸祖父         | プランタン出版 〈ティアラ文庫〉                  | |
| 溺愛エクスタシー 〜天才彫刻家の誘惑〜                            | 2014年8月     | ユカ           | ハーパーコリンズ・ジャパン 〈ヴァニラ文庫〉      | 速瀬みさき作画で漫画化。 |
| いけない神主さま                                                 | 2014年9月     | ひたき         | 徳間書店〈徳間文庫〉                             | パブリッシングリンクの電子書籍「いけない神主さま【+続編】」の紙書籍化。 さらに続編「とっても☆いけない神主さま」がある。                                                      |
| 初恋だって…いいじゃない!                                         | 2014年9月     | チバサトコ     | スターツ出版 〈ベリーズ文庫〉                    | |
| とっても☆いけない神主さま                                        | 2014年9月     | ひたき         | パブリッシングリンク 〈らぶドロップス〉          | 電子書籍。「いけない神主さま」の続編。 |
| 気高き皇子の愛しき奴隷                                           | 2014年10月    | 白崎小夜       | イースト・プレス 〈ソーニャ文庫〉                | |
| 背徳のマリアージュ 〜王女は支配者の指先に溺れる〜                | 2014年10月    | 乙             | ハーパーコリンズ・ジャパン 〈ヴァニラ文庫〉      | |
| 惑愛 乙女は蜜夜に濡れる                                          | 2014年12月    | 緒笠原くえん   | 竹書房〈蜜猫文庫〉                               | |
| 五年目のシンデレラ 僕は何度も君に恋をする                        | 2014年12月    | 辰巳仁         | プランタン出版 〈オパール文庫〉                  | |
| EYES 愛囚の視線                                                  | 2015年2月     | ひたき         | 新潮社 〈プリシラブックス〉                      | |
| 嘘つきな王子さま Happily ever after                              | 2015年2月     | ヘビチヨ       | パブリッシングリンク 〈らぶドロップス〉          | 電子書籍。 |
| シークと最高のウェディング                                       | 2015年4月     | 蔦森えん       | プランタン出版 〈オパール文庫〉                  | |
| かりそめの花嫁〜王子のひそかな執愛〜                             | 2015年6月     | みずきたつ     | ハーパーコリンズ・ジャパン 〈ヴァニラ文庫〉      | |
| 皇太子さまと蜜愛花嫁 〜無垢なレディのマリアージュ〜              | 2015年7月     | 辰巳仁         | ジュリアンパブリッシング 〈ロイヤルキス文庫〉    | |
| ロイヤル・プリンスの求婚 今日から私がお姫様                      | 2015年9月     | 辰巳仁         | プランタン出版 〈オパール文庫〉                  | |
| 年下王子に甘い服従 Tokyo王子                                     | 2015年9月     | うさ銀太郎     | 竹書房〈蜜猫文庫〉                               | パブリッシングリンクの電子書籍「Tokyo王子1 年下王子に甘い服従」の紙書籍化。                                                                                                  |
| 覇王の花嫁                                                       | 2015年10月    | サマミヤアカザ | 竹書房〈蜜猫文庫〉                               | |
| オレ様刀匠の若奥様                                               | 2015年12月    | すがはらりゅう | ジュリアンパブリッシング 〈チュールキス文庫〉    | |
| 愛を禁じた契約                                                   | 2016年2月     | ひたき         | パブリッシングリンク 〈らぶドロップス〉          | 電子書籍。 |
| CEOのお気に入り 秘書はオフィスで甘く乱され                       | 2016年4月     | 旭炬           | 三交社 〈ガブリエラ文庫プラス〉                  | |
| 上様のご寵愛 愛され若奥様の夜伽は甘く乱れて                      | 2016年5月     | シキユリ       | プランタン出版 〈ティアラ文庫〉                  | |
| 紳士の獣性 外国人ダーリンの情熱求愛                              | 2016年7月     | 辰巳仁         | プランタン出版 〈オパール文庫〉                  | |
| 提督王子の甘い新婚生活                                           | 2016年7月     | 湯浅あゆ       | 三交社 〈ガブリエラ文庫〉                        | |
| 償いは蜜の味 S系パイロットの淫らなおしおき                       | 2016年9月     | 小島ちな       | 竹書房 〈蜜夢文庫〉                              | |
| 十年愛                                                           | 2016年10月    | 駒城ミチヲ     | イースト・プレス 〈ソーニャ文庫〉                | |
| イケメン富豪と華麗なる恋人契約                                   | 2016年11月    | 蔦森えん       | スターツ出版 〈ベリーズ文庫〉                    | |
| 恋は待てない2 悩めるドクター                                     | 2016年12月    | ひたき         | パブリッシングリンク 〈らぶドロップス〉          | 電子書籍。前作に「恋は待てない―いけないドクター」と続編に「恋は待てない2 悩めるドクター」がある。                                                                            |
| CEOと理想の結婚 スイートルームで新妻契約                         | 2017年2月     | 坂本あきら     | スターツ出版 〈ベリーズ文庫〉                    | |
| 愛を教えて+α【完全版】                                           | 2017年3月     | ヘビチヨ       | パブリッシングリンク 〈らぶドロップス〉          | 電子書籍。同名作品にサイドストーリーを追加した合本。 |
| ハツコイ婚: 幼なじみの御曹司社長に熱烈プロポーズされました。     | 2017年3月     | 辰巳仁         | プランタン出版 〈オパール文庫〉                  | |
| あなたに囚われて〜海運王の花嫁〜                                 | 2017年7月     | 黒田うらら     | ハーパーコリンズジャパン 〈ヴァニラ文庫ミエル〉  | |
| さえない後輩がイケメン御曹司だった件について                     | 2017年8月     | SHABON         | 三交社 〈ガブリエラ文庫プラス〉                  | |
| エリート弁護士は不機嫌に溺愛する 〜解約不可の服従契約〜          | 2017年9月     | 黒木捺         | 竹書房 〈蜜夢文庫〉                              | |
| 愛の罠 罪深き英国紳士と淫靡な蜜婚                                | 2017年11月    | 辰巳仁         | プランタン出版 〈オパール文庫 ブラックオパール〉 | |
| 逃亡花嫁は海軍士官の王子様につかまえられました                   | 2017年12月    | ウエハラ蜂     | 竹書房 〈蜜猫文庫〉                              | |
| 恋は待てない3―アブないドクター                                   | 2018年2月     | ひたき         | パブリッシングリンク 〈らぶドロップス〉          | 電子書籍。前作に「恋は待てない―いけないドクター」と「恋は待てない2 悩めるドクター」がある。                                                                                  |
| 贅沢なハツコイ                                                   | 2018年2月     | 辰巳仁         | プランタン出版 〈オパール文庫〉                  | |
| 見捨てられた花嫁は騎士公爵様に愛されました                       | 2018年3月     | 緒花           | 三交社 〈ガブリエラ文庫プラス〉                  | |
| CEOと秘密の関係 〜期間限定なのにメチャクチャ可愛がられてます!?〜 | 2018年6月     | 白崎小夜       | ハーパーコリンズジャパン 〈ヴァニラ文庫〉        | |
| 運命の蜜夜に溺れて 俺サマ御曹司と秘密のベビー                    | 2018年8月     | 氷堂れん       | 三交社 〈ガブリエラ文庫プラス〉                  | |
| ヒーロー専務と熱愛スキャンダル                                   | 2018年12月    | えまる・じょん | 三交社 〈ガブリエラ文庫プラス〉                  | |
| 国王陛下は最愛の令嬢と息子に癒やされたい                         | 2019年4月     | 旭炬           | 竹書房 〈蜜猫文庫〉                              | |
| 欲望の視線 冷酷な御曹司は姫の純潔を瞳で奪う                      | 2019年9月     | 千景透子       | 竹書房 〈蜜夢文庫〉                              | |
| 偽りの愛の誤算                                                   | 2019年10月    | アオイ冬子     | イースト・プレス 〈ソーニャ文庫〉                | |
| 俺サマ石油王に愛されて困ってます! テキサス・ウェディング         | 2020年3月     | 氷堂れん       | 三交社 〈ガブリエラブックス〉                    | |
| 竜神CEOは花嫁を淫らに愛する                                      | 2020年7月     | 氷堂れん       | プランタン出版 〈オパール文庫ファンタジア〉      | |
| 愛を待つ桜 エリート弁護士、偽りの結婚と秘密の息子                | 2020年11月    | さばるどろ     | 竹書房 〈蜜夢文庫〉                              | |
| 日陰の花嫁は軍神皇帝に囲い込まれて咲き誇る                       | 2020年12月    | 旭炬           | 竹書房 〈蜜夢文庫〉                              | |

アンソロジー寄稿
| タイトル                       | 刊行年月  | イラスト | レーベル                                | 備考                                             |
| ------------------------------ | --------- | -------- | --------------------------------------- | ------------------------------------------------ |
| 償いは蜜の味                   | 2012年8月 | ひたき   | パブリッシングリンク 〈らぶドロップス〉 | 『フェチ―欲望のスイッチ』に所収。                |
| レディ・シャロンの無垢なる誘惑 | 2019年6月 | 周防佑未 | プランタン出版 〈ティアラ文庫〉         | 『ティアラ文庫溺愛アンソロジー3 調教愛』に所収。 |

## コミカライズ
- 溺愛エクスタシー 〜天才彫刻家の誘惑〜（速瀬みさき 作画、2015年4月、ハーパーコリンズ・ ジャパン〈乙女ドルチェ・コミックス〉）
- かりそめの花嫁 〜王子のひそかな執愛〜（芳澤ばにら 作画、2016年7月、ハーパーコリンズ・ ジャパン〈乙女ドルチェ・コミックス〉）
- 砂漠の王子と海賊姫（七里慧 作画、2016年11月、宙出版〈ミッシィコミックスYLC DX Collection〉）
- 偽恋フライト 全3巻（蛯波夏 作画、2018年1月- 11月、スターツ出版〈Berry's COMICS〉）※電子書籍
- オレ様刀匠の若奥様（斎藤リューセイ 作画、2018年3月、Ｊパブリッシング〈Pur Comics〉）
- あなたに囚われて 〜海運王の花嫁〜（巴里野パリス 作画、2019年1月、ハーパーコリンズ・ ジャパン〈乙女ドルチェ・コミックス〉）
- エリート秘書に甘く迫られてます 全3巻（彩木 作画、2019年6月 - 2020年4月、スターツ出版〈Berry's COMICS〉）※電子書籍
- CEOと秘密の関係 〜期間限定なのにメチャクチャ可愛がられてます!?〜（高橋依摘 作画、2019年12月、ハーパーコリンズ・ ジャパン〈乙女ドルチェ・コミックス〉）

## オーディオブック
- 花嫁は蜜に溺れて 〜伯爵の罠〜（朗読：藤崎つぐみ、2017年1月、Audible）
- 絶倫王子と婚約者　ロイヤル・ベイビー大作戦（朗読：遠野そよぎ・三郷晃一、2017年9月、Audible）